# 퍼트 켈튼

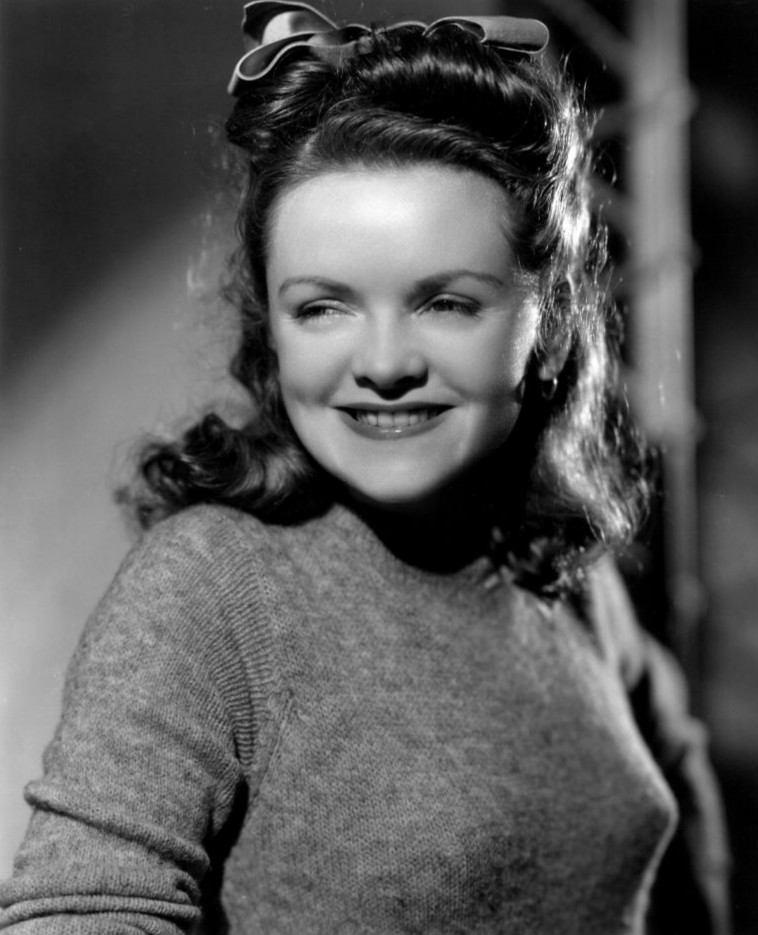

퍼트 켈튼(Pert Kelton, 1907년 10월 14일 ~ 1968년 10월 30일)은 미국의 배우, 텔레비전 배우, 영화배우, 연극 배우이다.
그레이트폴스에서 태어났다.

## 영화
- 웃음파는 남자 (1969년)
- 뮤직 맨 (1962년)
- 케인 앤 마블 (1936년)
- 샐리 (1929년)